# 費德歷高·基奧

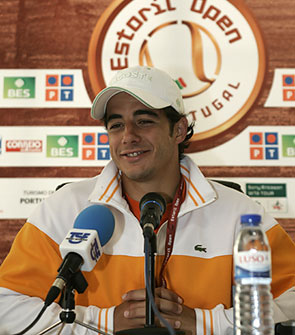
費德歷高·基奧

費德歷高·基奧（Frederico Gil，1985年3月24日—）是葡萄牙首席男子網球選手，他在2006年以東道主身份晉身Estoril Open單打八強後一舉成名；更在2009年的南非和巴西舉行的比賽中分別打入四強。

## 神奇之旅
2010年，他再次以東道主身份，在埃什托里尔公开赛中晉身男子單打決賽；但輸給西班牙選手兼衛冕的阿爾伯特·蒙塔涅斯而屈居亞軍。

## 外部連結
- Frederico Gil （页面存档备份，存于）
- 費德歷高·基奧（英文/西班牙文）的官方資料
- 費德歷高·基奧的國際網球總會 職業／青少年 官方資料（英文）
- 費德歷高·基奧的官方資料（英文）